# Associationsrätt
Associationsrätt är den del av juridiken som rör associationer. Associationer är sammanslutningar av juridiska och/eller fysiska personer samt enkla bolag. Organisationsfrihet är en del av associationsrätten och garanteras av den svenska regeringsformen.
Civilrättsliga associationer utgörs i svensk rätt av ekonomiska föreningar och bolag. Dessa delas in i:
- aktiebolag
- enkla bolag
- handelsbolag (inklusive kommanditbolag)
- ekonomiska föreningar.

Ideell förening är en oreglerad associationsform. 
Stiftelse och enskild firma behandlas också vanligen inom associationsrätten. De är dock egentligen inte associationsformer, eftersom de varken har delägare eller medlemmar.